# 中青木
中青木（なかあおき）は、埼玉県川口市の町名。現行行政地名は中青木一丁目から五丁目。住居表示実施地区。郵便番号は332-0032。

## 地理
川口市西部の沖積平野に位置する。京浜東北線川口駅が最寄り駅となっている。地内は主に住宅地となっている。

### 地価
住宅地の地価は、2022年（令和4年）1月1日の公示地価によれば、中青木1-2-15 の地点で41万2000円/m2となっている。

## 歴史

### 沿革
- 1976年（昭和51年）1月12日 - 住居表示の実施により、青木町三丁目〜五丁目、幸町二丁目・三丁目、上青木町一丁目の各一部から中青木一丁目〜五丁目が成立[6]。

## 世帯数と人口
2018年（平成30年）3月1日現在の世帯数と人口は以下の通りである。
| 丁目         | 世帯数    | 人口     |
| ------------ | --------- | -------- |
| 中青木一丁目 | 790世帯   | 1,491人  |
| 中青木二丁目 | 1,878世帯 | 4,026人  |
| 中青木三丁目 | 1,473世帯 | 2,971人  |
| 中青木四丁目 | 1,052世帯 | 2,208人  |
| 中青木五丁目 | 472世帯   | 1,023人  |
| 計           | 5,665世帯 | 11,719人 |

## 小・中学校の学区
市立小・中学校に通う場合、学区（校区）は以下の通りとなる。
| 丁目         | 番地                                         | 小学校                 | 中学校               |
| ------------ | -------------------------------------------- | ---------------------- | -------------------- |
| 中青木一丁目 | 全域                                         | 川口市立青木中央小学校 | 川口市立青木中学校   |
| 中青木二丁目 | 3番1号〜11番99号 12番5号〜32号 13番1号〜99号 | 川口市立青木中央小学校 | 川口市立青木中学校   |
| 中青木二丁目 | その他                                       | 川口市立幸町小学校     | 川口市立幸並中学校   |
| 中青木三丁目 | 全域                                         | 川口市立青木北小学校   | 川口市立青木中学校   |
| 中青木四丁目 | 全域                                         | 川口市立青木北小学校   | 川口市立青木中学校   |
| 中青木五丁目 | 1番1号〜9番99号 11番1号〜15番99号            | 川口市立青木北小学校   | 川口市立青木中学校   |
| 中青木五丁目 | その他                                       | 川口市立上青木南小学校 | 川口市立上青木中学校 |

## 交通

### 道路
- 埼玉県道332号
- 新オートレース通り

## 施設
- 川口市立青木中央小学校
- 中青木公園
- 南公園
- 法務総合庁舎
- 青木穴守稲荷神社